# Paleosuchus
Paleosuchus es un género de reptiles de la familia Alligatoridae. Está integrado por dos especies, las que habitan en los trópicos de América del Sur. Se caracteriza por contener la especie que alcanza la menor longitud entre todas las que componen el orden Crocodilia que viven en América: Paleosuchus palpebrosus, el cual crece hasta 1,2 metro de longitud.

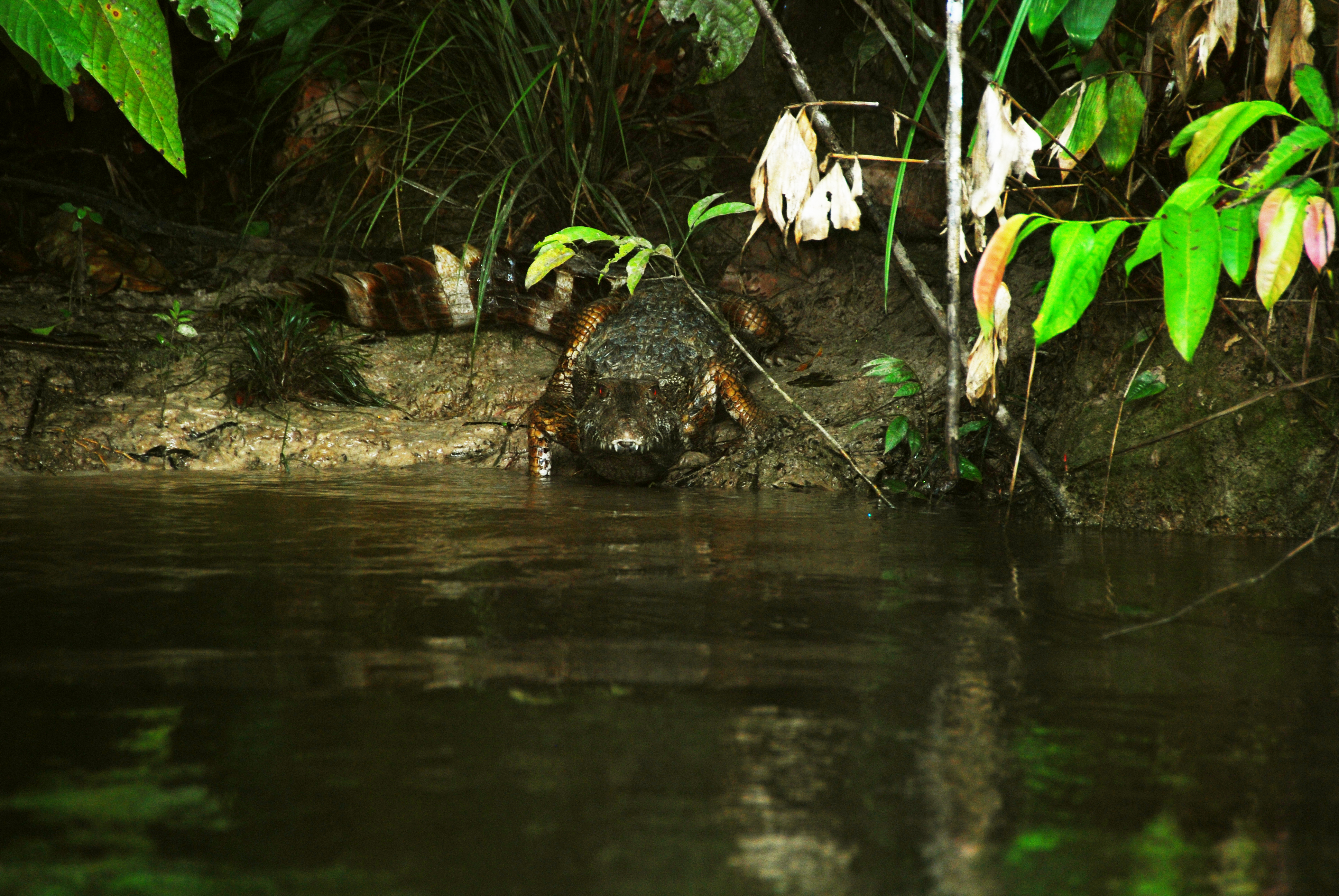
Caimán postruso (Paleosuchus trigonatus) en el río Anaxiqui, Amazonas, Brasil.

## Alimentación
Se alimentan de peces, reptiles, aves, y pequeños mamíferos.

## Taxonomía
Este género fue descrito originalmente por el naturalista y zoólogo inglés John Edward Gray en el año 1862.

### Especies

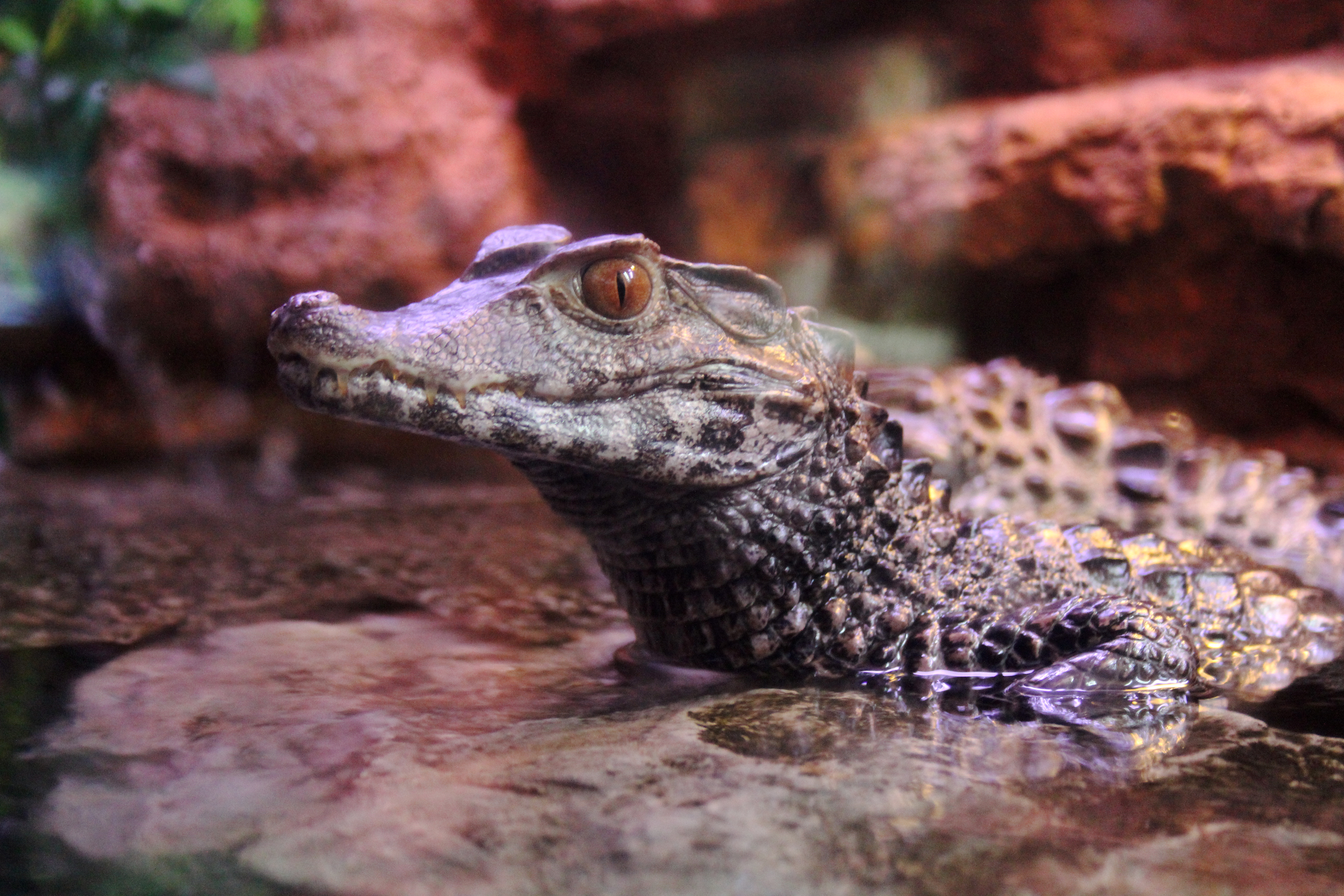
Caimán de Cuvier (Paleosuchus palpebrosus).

Este género se subdivide en 2 especies:
- Paleosuchus trigonatus (Cuvier, 1807) - El caimán postruso, cachirre o dirin-dirin. Se distribuye en la cuenca del Amazonas, desde Colombia y Ecuador hasta el norte de Bolivia por el sur, las Guayanas y la desembocadura del río Amazonas hacia el este.
- Paleosuchus palpebrosus (Cuvier, 1807) - El caimán de Cuvier, caimán enano de Cuvier, yacaré itá, yacaré enano, o caimán enano. Se distribuye en las cuencas del río Amazonas, del río San Francisco, y del Río de la Plata. Cuentan con poblaciones de esta especie: Bolivia, Brasil, Colombia, Ecuador, Guyana, Paraguay, Perú, Surinam y Venezuela. En su edad adulta, los machos alcanzan 1,6 metros de longitud y las hembras 1,2 metros.

## Mapas de distribución
|                                                              |
| Distribución del caimán de Cuvier (Paleosuchus palpebrosus). |

|                                                            |
| Distribución del caimán postruso (Paleosuchus trigonatus). |